# Leben für Leben – Maximilian Kolbe
Leben für Leben – Maximilian Kolbe (poln. Życie za życie. Maksymilian Kolbe) ist eine Filmbiografie über Pater Maximilian Kolbe OFM aus dem Jahr 1991.

## Handlung
Das KZ Auschwitz im Juli 1941. Einem polnischen Häftling aus Schlesien, Jan, gelingt unerwartet die Flucht. Daraufhin verurteilt der Lagerkommandant Fritzsch zehn seiner Mithäftlinge zum Tod im Hungerbunker. Als einer von ihnen – der Vater des 15-jährigen Piotrek – unter der Verkündung des Todesurteils zusammenbricht, gibt stellvertretend Maximilian Kolbe für ihn sein Leben und stirbt den Hungertod. Fortan ist nicht nur Jan vor der Gestapo auf der Flucht, sondern auch vor seiner Schuld, seiner Verstrickung in Kolbes Tod. Es tritt eine andere Figur auf: Bruder Anzelm, ein junger Franziskanerpater des Konvents von Niepokalanów, der ruhig und unbeirrbar den Seligsprechungsprozess vorantreibt. So ergründen er und Jan gegen Ende des Krieges und noch viele Jahre danach Kolbes Motive unter völlig verschiedenen Auffassungen.

## Kritik
„Der formal holzschnittartige, oft allzu bemüht konstruierte Film ist vor allem wichtig wegen seiner Auseinandersetzung mit dem Wert des menschlichen Lebens und der Begegnung mit einem Menschen, der ein überzeugendes Gegenbild bietet zu einer oft sinnentleerten Gegenwart.“